# Dumitru Sigmirean
Dumitru Sigmirean (* 6. Januar 1959 in Großendorf, Kreis Bistrița-Năsăud; † 12. November 2013) war ein rumänischer Fußballspieler.

## Sportlicher Werdegang
Sigmirean spielte ab Mitte der 1970er Jahre für Gloria Bistrița in der zweitklassigen Divizia B. 1980 verließ er seinen Heimatort zum Studium, parallel wechselte er zum Erstligisten FC Argeș Pitești in die Divizia A. 1981 nahm ihn sein bisheriger Trainer Florin Halagian zum Ligakonkurrenten FC Olt Scornicești mit, jedoch nach nur einer Saison zog er 1982 zum Erstligaaufsteiger Politehnica Iași weiter. Nach dem Abstieg in die Zweitklassigkeit 1985 kehrte er nach insgesamt 106 Erstligaspielen zu seiner ersten Spielstation Gloria Bistrița zurück, wo wer noch bis zu seinem Karriereende 1988 in der zweiten Liga spielte.
Anschließend begann Sigmirean eine Trainerkarriere im unterklassigen Ligabereich und war an der Schule in Cepari tätig. Ab 1994 war er hauptsächlich im Nachwuchsbereich an der Schule für sportlich Talentierte, dem Liceul cu Program Sportiv, in Bistrița tätig und wurde dort zum stellvertretenden Direktor ernannt.
Im Herbst 2013 erlag Sigmirean im Alter von 54 Jahren einem Lungenkrebsleiden.